# Zola phana
Zola phana är en fjärilsart som beskrevs av Louis Beethoven Prout. Zola phana ingår i släktet Zola och familjen mätare. Inga underarter finns listade i Catalogue of Life.